# Tour de Berne féminin 2008
La 28e édition du Tour de Berne féminin a lieu le 4 mai 2008. C'est la sixième épreuve de la Coupe du monde. Elle est remportée par la Suédoise Susanne Ljungskog.

## Équipes
| Équipes féminines professionnelles (20)- AA Drink-Cycling Team - Bigla - Bizkaia-Durango - Cervélo-Lifeforce - Team CMAX Dila - DSB Bank - Flexpoint - Fenixs - Gauss RDZ Ormu - High Road Women - Lotto-Belisol Ladiesteam - Menikini-Selle Italia-Masters Color - Equipe Nürnberger Versicherung - SC Michela Fanini Record Rox - Team Specialized Designs for Women - Team Pro féminin Les Carroz - USC Chirio Forno d'Asolo - Vrienden van het Platteland - Vienne Futuroscope - Webcor Builders Équipes nationales (8)- Allemagne - Australie - Autriche - États-Unis - France - Italie - Lituanie - Pays-Bas |
| |

## Parcours
Le parcours, plat les années précédentes, comporte désormais plus de difficulté.
Le circuit, long de 33,95 km avec un dénivelé de 420 m, est parcouru quatre fois. Il comporte une longue côte culminant au bout au kilomètre 11 km.

## Favorites
Le nouveau parcours doit convenir à la vainqueur sortante Edita Pučinskaitė. La leader de la Coupe du monde Marianne Vos ainsi que Nicole Cooke sont absentes. La Britannique, mais résidant en Suisse, Emma Pooley fait partie des favorites, tout comme Noemi Cantele, Nicole Brändli, Trixi Worrack, Karin Thürig.  Oenone Wood, Judith Arndt, Marta Bastianelli ou Fabiana Luperini.

## Récit de la course
La météo est estivale. Les équipes Bigla et Cervelo Lifeforce mènent un train élevé dès le début de course, ce qui provoque une sélection lors du premier passage dans la difficulté du circuit. Judith Arndt est notamment piégée et doit faire rouler son équipe pour revenir. Dans le second tour, Karin Thürig sort seule. Elle est reprise à l'approche de la côte. Nicole Brändli, Noemi Cantele et Judith Arndt s'échappent brièvement. Oenone Wood en est notamment absente du groupe de tête. Dans l'ascension suivante, Kristin Armstrong attaque, mais elle rapidement reprise. Peu avant le passage sur la ligne, Karin Thürig attaque de nouveau. Le groupe la reprend au pied de la côte. Susanne Ljungskog y accélère. Elle est rejointe par Marta Bastianelli. Le groupe les reprend au sommet. Il ne comporte alors plus que dix-neuf coureuses. À quinze kilomètres de l'arrivée, Ljungskog repasse à l'offensive. Elle profite de la fatigue des concurrentes pour maintenir une vingtaine de secondes d'avance jusqu'à l'arrivée. Derrière, Judith Arndt prend la seconde place.

## Classements

### Classement final
| \| Classement général \| Classement général \| Classement général \| Classement général \| Classement général \| \| Coureuse \| Coureuse \| Pays \| Équipe \| Temps \| \| ------------------ \| --------------------- \| ------------------ \| ----------------------------------- \| ------------------ \| \| 1re \| Susanne Ljungskog \| Suède \| Menikini-Selle Italia-Masters Color \| 3 h 31 min 08 s \| \| 2e \| Judith Arndt \| Allemagne \| High Road Women \| + 8 s \| \| 3e \| Mirjam Melchers \| Pays-Bas \| Flexpoint \| + 8 s \| \| 4e \| Alexandra Wrubleski \| Canada \| Webcor Builders \| + 8 s \| \| 5e \| Chantal Beltman \| Pays-Bas \| High Road Women \| + 8 s \| \| 6e \| Jolanta Polikevičiūtė \| Lituanie \| USC Chirio Forno d'Asolo \| + 8 s \| \| 7e \| Sara Mustonen \| Suède \| Team CMAX Dila \| + 8 s \| \| 8e \| Nikki Butterfield \| Australie \| Vrienden van het Platteland \| + 8 s \| \| 9e \| Marta Bastianelli \| Italie \| Safi-Pasta Zara Manhattan \| + 8 s \| \| 10e \| Emma Johansson \| Suède \| AA Drink-Cycling Team \| + 8 s \| |                       |           |                                     |                 |
| |                       |           |                                     |                 |
| Source : Cycling Quotient |                       |           |                                     |                 |
| Classement général |                       |           |                                     |                 |
| Coureuse | Coureuse              | Pays      | Équipe                              | Temps           |
| 1re | Susanne Ljungskog     | Suède     | Menikini-Selle Italia-Masters Color | 3 h 31 min 08 s |
| 2e | Judith Arndt          | Allemagne | High Road Women                     | + 8 s           |
| 3e | Mirjam Melchers       | Pays-Bas  | Flexpoint                           | + 8 s           |
| 4e | Alexandra Wrubleski   | Canada    | Webcor Builders                     | + 8 s           |
| 5e | Chantal Beltman       | Pays-Bas  | High Road Women                     | + 8 s           |
| 6e | Jolanta Polikevičiūtė | Lituanie  | USC Chirio Forno d'Asolo            | + 8 s           |
| 7e | Sara Mustonen         | Suède     | Team CMAX Dila                      | + 8 s           |
| 8e | Nikki Butterfield     | Australie | Vrienden van het Platteland         | + 8 s           |
| 9e | Marta Bastianelli     | Italie    | Safi-Pasta Zara Manhattan           | + 8 s           |
| 10e | Emma Johansson        | Suède     | AA Drink-Cycling Team               | + 8 s           |

## Liste des participantes
| Légende | Légende                                                                    | Légende | Légende                                                    |
| ------- | -------------------------------------------------------------------------- | ------- | ---------------------------------------------------------- |
| Num     | Dossard de départ porté par le coureur sur ce Tour de Berne                | Pos     | Position à l'arrivée de la course                          |
|         | Indique un maillot de champion national ou mondial, suivi de sa spécialité | NP      | Indique un coureur qui n'a pas pris le départ de la course |
| AB      | Indique un coureur qui n'a pas terminé la course                           | HD      | Indique un coureur qui a terminé la course hors des délais |

| Equipe Nürnberger Versicherung NUR | Equipe Nürnberger Versicherung NUR | Equipe Nürnberger Versicherung NUR |
| ---------------------------------- | ---------------------------------- | ---------------------------------- |
| Num                                | Coureuse                           | Pos                                |
| 1                                  | Edita Pučinskaitė (LTU)            | 11e                                |
| 2                                  | Suzanne de Goede (NED)             | 58e                                |
| 3                                  | Claudia Häusler (GER)              | 13e                                |
| 4                                  | Eva Lutz (GER)                     | 96e                                |
| 5                                  | Regina Schleicher (GER)            | 104e                               |
| 6                                  | Trixi Worrack (GER)                | 37e                                |

| High Road Women TMP | High Road Women TMP       | High Road Women TMP |
| ------------------- | ------------------------- | ------------------- |
| Num                 | Coureuse                  | Pos                 |
| 11                  | Kimberly Anderson (USA)   | 31e                 |
| 12                  | Judith Arndt (GER)        | 2e                  |
| 13                  | Katherine Bates (AUS)     | AB                  |
| 14                  | Chantal Beltman (NED)     | 5e                  |
| 15                  | Linda Villumsen (DEN)     | AB                  |
| 16                  | Oenone Wood (AUS) (route) | 60e                 |

| DSB Bank DSB | DSB Bank DSB              | DSB Bank DSB |
| ------------ | ------------------------- | ------------ |
| Num          | Coureuse                  | Pos          |
| 21           | Andrea Bosman (NED)       | 52e          |
| 22           | Angela Hennig (GER)       | 53e          |
| 25           | Noortje Tabak (NED)       | 66e          |
| 26           | Marieke van Wanroij (NED) | AB           |
| 28           | Daisy van der Aa (NED)    | AB           |

| Menikini-Selle Italia-Masters Color MSI | Menikini-Selle Italia-Masters Color MSI | Menikini-Selle Italia-Masters Color MSI |
| --------------------------------------- | --------------------------------------- | --------------------------------------- |
| Num                                     | Coureuse                                | Pos                                     |
| 31                                      | Natalie Bates (AUS)                     | 79e                                     |
| 32                                      | Sigrid Corneo (SLO)                     | 97e                                     |
| 33                                      | Marina Romoli (ITA)                     | 54e                                     |
| 34                                      | Gloria Presti (ITA)                     | HD                                      |
| 35                                      | Susanne Ljungskog (SWE)                 | 1re                                     |
| 37                                      | Miho Oki (JPN) (route)                  | 48e                                     |

| Bigla BCT | Bigla BCT                      | Bigla BCT |
| --------- | ------------------------------ | --------- |
| Num       | Coureuse                       | Pos       |
| 41        | Nicole Brändli (SUI)           | 15e       |
| 42        | Noemi Cantele (ITA)            | 35e       |
| 43        | Andrea Graus (AUT)             | 103e      |
| 44        | Jennifer Hohl (SUI)            | 38e       |
| 46        | Zulfiya Zabirova (KAZ) (route) | 12e       |
| 48        | Andrea Thürig (SUI)            | 39e       |

| Cervélo Lifeforce RLT | Cervélo Lifeforce RLT   | Cervélo Lifeforce RLT |
| --------------------- | ----------------------- | --------------------- |
| Num                   | Coureuse                | Pos                   |
| 51                    | Kristin Armstrong (USA) | 26e                   |
| 52                    | Priska Doppmann (SUI)   | 14e                   |
| 54                    | Pascale Schnider (SUI)  | AB                    |
| 55                    | Christiane Soeder (AUT) | 25e                   |
| 56                    | Karin Thürig (SUI)      | 42e                   |
| 57                    | Sarah Düster (GER)      | 47e                   |

| Flexpoint FLX | Flexpoint FLX              | Flexpoint FLX |
| ------------- | -------------------------- | ------------- |
| Num           | Coureuse                   | Pos           |
| 61            | Loes Gunnewijk (NED)       | 88e           |
| 62            | Bianca Knöpfle (GER)       | 34e           |
| 63            | Mirjam Melchers (NED)      | 3e            |
| 64            | Amber Neben (USA)          | 20e           |
| 65            | Anita Valen de Vries (NOR) | 46e           |
| 66            | Suzanne van Veen (NED)     | 69e           |

| AA Drink-Cycling Team AAD | AA Drink-Cycling Team AAD        | AA Drink-Cycling Team AAD |
| ------------------------- | -------------------------------- | ------------------------- |
| Num                       | Coureuse                         | Pos                       |
| 71                        | Paulina Brzeźna-Bentkowska (POL) | 61e                       |
| 73                        | Emma Johansson (SWE)             | 10e                       |
| 75                        | Inge van den Broeck (BEL)        | 71e                       |
| 77                        | Chantal Blaak (NED)              | 77e                       |
| 79                        | Kirsten Wild (NED)               | 45e                       |

| Gauss RDZ Ormu GAU | Gauss RDZ Ormu GAU         | Gauss RDZ Ormu GAU |
| ------------------ | -------------------------- | ------------------ |
| Num                | Coureuse                   | Pos                |
| 81                 | Tania Belvederesi (ITA)    | 92e                |
| 83                 | Tatiana Guderzo (ITA)      | 105e               |
| 84                 | Silvia Parietti (ITA)      | 101e               |
| 85                 | Élodie Touffet (FRA)       | 29e                |
| 86                 | Grete Treier (EST) (route) | 27e                |
| 89                 | Eleonora Suelotto (ITA)    | AB                 |

| Vrienden van het Platteland VVP | Vrienden van het Platteland VVP | Vrienden van het Platteland VVP |
| ------------------------------- | ------------------------------- | ------------------------------- |
| Num                             | Coureuse                        | Pos                             |
| 91                              | Martine Bras (NED)              | 49e                             |
| 92                              | Liesbet De Vocht (BEL)          | 68e                             |
| 93                              | Nikki Butterfield (AUS)         | 8e                              |
| 94                              | Lorian Graham (AUS)             | 22e                             |
| 96                              | An Van Rie (BEL)                | 80e                             |
| 98                              | Ellen van Dijk (NED)            | AB                              |

| Vienne Futuroscope FUT | Vienne Futuroscope FUT       | Vienne Futuroscope FUT |
| ---------------------- | ---------------------------- | ---------------------- |
| Num                    | Coureuse                     | Pos                    |
| 101                    | Émilie Blanquefort (FRA)     | AB                     |
| 102                    | Karine Gautard-Roussel (FRA) | 85e                    |
| 103                    | Corine Hierckens (BEL)       | 75e                    |
| 104                    | Marina Jaunâtre (FRA)        | AB                     |
| 105                    | Nathalie Jeuland (FRA)       | AB                     |
| 109                    | Emmanuelle Merlot (FRA)      | AB                     |

| USC Chirio Forno d'Asolo USC | USC Chirio Forno d'Asolo USC | USC Chirio Forno d'Asolo USC |
| ---------------------------- | ---------------------------- | ---------------------------- |
| Num                          | Coureuse                     | Pos                          |
| 111                          | Alona Andruk (UKR)           | 81e                          |
| 112                          | Silvia Borile (ITA)          | AB                           |
| 113                          | Jolanta Polikevičiūtė (LTU)  | 6e                           |
| 114                          | Rasa Polikevičiūtė (LTU)     | 93e                          |
| 116                          | Edita Ungurytė (LTU)         | AB                           |
| 119                          | Urtė Juodvalkytė (LTU)       | AB                           |

| Team Specialized Designs for Women TSW | Team Specialized Designs for Women TSW | Team Specialized Designs for Women TSW |
| -------------------------------------- | -------------------------------------- | -------------------------------------- |
| Num                                    | Coureuse                               | Pos                                    |
| 121                                    | Sarah Grab (SUI)                       | 67e                                    |
| 122                                    | Mirjam Hauser-Senn (SUI)               | 43e                                    |
| 124                                    | Kristen Lasasso (USA)                  | 102e                                   |
| 125                                    | Emma Pooley (GBR)                      | 44e                                    |
| 126                                    | Larssyn Rüegg (USA)                    | AB                                     |
| 127                                    | Monika Furrer (SUI)                    | 89e                                    |

| Fenixs FEN | Fenixs FEN                   | Fenixs FEN |
| ---------- | ---------------------------- | ---------- |
| Num        | Coureuse                     | Pos        |
| 131        | Tatiana Antoshina (RUS)      | 83e        |
| 132        | Monia Baccaille (ITA)        | 18e        |
| 134        | Samantha Galassi (ITA)       | AB         |
| 136        | Nadejda Vlasova (RUS)        | AB         |
| 137        | Suzie Godart (LUX) (route)   | AB         |
| 138        | Siobhan Dervan (IRL) (route) | NP         |

| Webcor Builders ___ | Webcor Builders ___       | Webcor Builders ___ |
| ------------------- | ------------------------- | ------------------- |
| Num                 | Coureuse                  | Pos                 |
| 142                 | Gina Grain (CAN) (route)  | AB                  |
| 143                 | Rebecca Much (USA)        | 84e                 |
| 144                 | Christine Thorburn (USA)  | 30e                 |
| 145                 | Erinne Willock (CAN)      | 24e                 |
| 146                 | Alexandra Wrubleski (CAN) | 4e                  |

| Lotto-Belisol Ladiesteam LBL | Lotto-Belisol Ladiesteam LBL | Lotto-Belisol Ladiesteam LBL |
| ---------------------------- | ---------------------------- | ---------------------------- |
| Num                          | Coureuse                     | Pos                          |
| 151                          | Sara Carrigan (AUS)          | 65e                          |
| 152                          | Catherine Delfosse (BEL)     | 82e                          |
| 153                          | Sofie Goor (BEL)             | 23e                          |
| 155                          | Grace Verbeke (BEL)          | 50e                          |
| 157                          | Elise Depoorter (BEL)        | AB                           |
| 159                          | Emma Mackie (AUS)            | AB                           |

| Team Pro féminin Les Carroz TPF | Team Pro féminin Les Carroz TPF | Team Pro féminin Les Carroz TPF |
| ------------------------------- | ------------------------------- | ------------------------------- |
| Num                             | Coureuse                        | Pos                             |
| 162                             | Brei Gudsell (NZL)              | 94e                             |
| 164                             | Eugénie Mermillod (FRA)         | 70e                             |
| 165                             | Edwige Pitel (FRA) (route)      | 19e                             |
| 166                             | Fanny Riberot (FRA)             | 57e                             |
| 167                             | Carissa Wilkes (NZL)            | 62e                             |
| 169                             | Nathalie Tirard-Collet (FRA)    | AB                              |

| SC Michela Fanini Record Rox MIC | SC Michela Fanini Record Rox MIC | SC Michela Fanini Record Rox MIC |
| -------------------------------- | -------------------------------- | -------------------------------- |
| Num                              | Coureuse                         | Pos                              |
| 171                              | Yulia Blindyuk (RUS)             | AB                               |
| 172                              | Jennifer Fiori (ITA)             | AB                               |
| 176                              | Daiva Tušlaitė (LTU)             | 32e                              |
| 177                              | Veronica Alessio (ITA)           | AB                               |
| 178                              | Valentina Bastianelli (ITA)      | AB                               |
| 179                              | Laura Bozzolo (ITA)              | 90e                              |

| Team CMAX Dila DGC | Team CMAX Dila DGC        | Team CMAX Dila DGC |
| ------------------ | ------------------------- | ------------------ |
| Num                | Coureuse                  | Pos                |
| 182                | Alice Donadoni (ITA)      | HD                 |
| 183                | Marina Khodchenkova (RUS) | AB                 |
| 184                | Sara Mustonen (SWE)       | 7e                 |
| 186                | Marta Vilajosana (ESP)    | 98e                |
| 187                | Vera Carrara (ITA)        | 99e                |
| 188                | Alessia Massaccesi (ITA)  | AB                 |

| Bizkaia-Durango BPD | Bizkaia-Durango BPD         | Bizkaia-Durango BPD |
| ------------------- | --------------------------- | ------------------- |
| Num                 | Coureuse                    | Pos                 |
| 192                 | Mireia Epelde (ESP)         | AB                  |
| 193                 | Ana Garcia (ESP)            | 91e                 |
| 194                 | Catrine Josefsson (SWE)     | 95e                 |
| 195                 | Iosune Murillo Elkano (ESP) | 59e                 |
| 196                 | Dorleta Zorrilla (ESP)      | AB                  |
| 197                 | Eider Mendizabal (ESP)      | AB                  |

| Allemagne GER | Allemagne GER   | Allemagne GER |
| ------------- | --------------- | ------------- |
| Num           | Coureuse        | Pos           |
| 201           | Elke Gebhardt   | 51e           |
| 202           | Virginia Hennig | AB            |
| 203           | Romy Kasper     | 78e           |
| 204           | Jana Süss       | AB            |
| 205           | Corinna Thumm   | AB            |
| 208           | Lena Köckerling | AB            |

| Italie ITA | Italie ITA                | Italie ITA |
| ---------- | ------------------------- | ---------- |
| Num        | Coureuse                  | Pos        |
| 211        | Marta Bastianelli (route) | 9e         |
| 212        | Giorgia Bronzini          | 36e        |
| 214        | Alessandra D'Ettorre      | 56e        |
| 215        | Serena Danesi             | 86e        |
| 216        | Eleonora Patuzzo          | AB         |
| 217        | Marta Tagliaferro         | AB         |

| Pays-Bas NED | Pays-Bas NED       | Pays-Bas NED |
| ------------ | ------------------ | ------------ |
| Num          | Coureuse           | Pos          |
| 221          | Regina Bruins      | 55e          |
| 222          | Lianne Wagtho      | AB           |
| 225          | Sissy van Alebeek  | AB           |
| 228          | Monique van de Ree | AB           |

| États-Unis USA | États-Unis USA    | États-Unis USA |
| -------------- | ----------------- | -------------- |
| Num            | Coureuse          | Pos            |
| 231            | Katharine Carroll | 41e            |
| 232            | Lauren Franges    | 64e            |
| 233            | Carmen McNellis   | 63e            |
| 234            | Alison Powers     | 100e           |

| Australie AUS | Australie AUS    | Australie AUS |
| ------------- | ---------------- | ------------- |
| Num           | Coureuse         | Pos           |
| 241           | Belinda Goss     | AB            |
| 242           | Jocelyn Loane    | 73e           |
| 243           | Bridie O'Donnell | AB            |
| 244           | Carla Ryan       | 17e           |
| 245           | Amanda Spratt    | AB            |
| 246           | Vicki Whitelaw   | 21e           |

| Lituanie LTU | Lituanie LTU        | Lituanie LTU |
| ------------ | ------------------- | ------------ |
| Num          | Coureuse            | Pos          |
| 251          | Edita Janeliūnaitė  | AB           |
| 255          | Aušrinė Trebaitė    | AB           |
| 256          | Erika Vilūnaitė     | 28e          |
| 257          | Agne Bagdonaviciutė | AB           |

| France FRA | France FRA            | France FRA |
| ---------- | --------------------- | ---------- |
| Num        | Coureuse              | Pos        |
| 261        | Sophie Creux          | 33e        |
| 262        | Christel Pourias      | AB         |
| 264        | Magalie Finot-Laivier | 87e        |
| 265        | Nadia Triquet-Claude  | 40e        |
| 266        | Maryline Salvetat     | 16e        |
| 267        | Amélie Rivat          | 76e        |

| Autriche AUT | Autriche AUT               | Autriche AUT |
| ------------ | -------------------------- | ------------ |
| Num          | Coureuse                   | Pos          |
| 272          | Corinna Kreidl             | AB           |
| 274          | Daniela Pintarelli (route) | 74e          |
| 275          | Monika Schachl             | 72e          |
| 276          | Bernadette Schober         | AB           |
| 278          | Karin Pekovits             | AB           |

| Equipe Nürnberger Versicherung NUR | Equipe Nürnberger Versicherung NUR | Equipe Nürnberger Versicherung NUR |
| ---------------------------------- | ---------------------------------- | ---------------------------------- |
| Num                                | Coureuse                           | Pos                                |
| 1                                  | Edita Pučinskaitė (LTU)            | 11e                                |
| 2                                  | Suzanne de Goede (NED)             | 58e                                |
| 3                                  | Claudia Häusler (GER)              | 13e                                |
| 4                                  | Eva Lutz (GER)                     | 96e                                |
| 5                                  | Regina Schleicher (GER)            | 104e                               |
| 6                                  | Trixi Worrack (GER)                | 37e                                |

| High Road Women TMP | High Road Women TMP       | High Road Women TMP |
| ------------------- | ------------------------- | ------------------- |
| Num                 | Coureuse                  | Pos                 |
| 11                  | Kimberly Anderson (USA)   | 31e                 |
| 12                  | Judith Arndt (GER)        | 2e                  |
| 13                  | Katherine Bates (AUS)     | AB                  |
| 14                  | Chantal Beltman (NED)     | 5e                  |
| 15                  | Linda Villumsen (DEN)     | AB                  |
| 16                  | Oenone Wood (AUS) (route) | 60e                 |

| DSB Bank DSB | DSB Bank DSB              | DSB Bank DSB |
| ------------ | ------------------------- | ------------ |
| Num          | Coureuse                  | Pos          |
| 21           | Andrea Bosman (NED)       | 52e          |
| 22           | Angela Hennig (GER)       | 53e          |
| 25           | Noortje Tabak (NED)       | 66e          |
| 26           | Marieke van Wanroij (NED) | AB           |
| 28           | Daisy van der Aa (NED)    | AB           |

| Menikini-Selle Italia-Masters Color MSI | Menikini-Selle Italia-Masters Color MSI | Menikini-Selle Italia-Masters Color MSI |
| --------------------------------------- | --------------------------------------- | --------------------------------------- |
| Num                                     | Coureuse                                | Pos                                     |
| 31                                      | Natalie Bates (AUS)                     | 79e                                     |
| 32                                      | Sigrid Corneo (SLO)                     | 97e                                     |
| 33                                      | Marina Romoli (ITA)                     | 54e                                     |
| 34                                      | Gloria Presti (ITA)                     | HD                                      |
| 35                                      | Susanne Ljungskog (SWE)                 | 1re                                     |
| 37                                      | Miho Oki (JPN) (route)                  | 48e                                     |

| Bigla BCT | Bigla BCT                      | Bigla BCT |
| --------- | ------------------------------ | --------- |
| Num       | Coureuse                       | Pos       |
| 41        | Nicole Brändli (SUI)           | 15e       |
| 42        | Noemi Cantele (ITA)            | 35e       |
| 43        | Andrea Graus (AUT)             | 103e      |
| 44        | Jennifer Hohl (SUI)            | 38e       |
| 46        | Zulfiya Zabirova (KAZ) (route) | 12e       |
| 48        | Andrea Thürig (SUI)            | 39e       |

| Cervélo Lifeforce RLT | Cervélo Lifeforce RLT   | Cervélo Lifeforce RLT |
| --------------------- | ----------------------- | --------------------- |
| Num                   | Coureuse                | Pos                   |
| 51                    | Kristin Armstrong (USA) | 26e                   |
| 52                    | Priska Doppmann (SUI)   | 14e                   |
| 54                    | Pascale Schnider (SUI)  | AB                    |
| 55                    | Christiane Soeder (AUT) | 25e                   |
| 56                    | Karin Thürig (SUI)      | 42e                   |
| 57                    | Sarah Düster (GER)      | 47e                   |

| Flexpoint FLX | Flexpoint FLX              | Flexpoint FLX |
| ------------- | -------------------------- | ------------- |
| Num           | Coureuse                   | Pos           |
| 61            | Loes Gunnewijk (NED)       | 88e           |
| 62            | Bianca Knöpfle (GER)       | 34e           |
| 63            | Mirjam Melchers (NED)      | 3e            |
| 64            | Amber Neben (USA)          | 20e           |
| 65            | Anita Valen de Vries (NOR) | 46e           |
| 66            | Suzanne van Veen (NED)     | 69e           |

| AA Drink-Cycling Team AAD | AA Drink-Cycling Team AAD        | AA Drink-Cycling Team AAD |
| ------------------------- | -------------------------------- | ------------------------- |
| Num                       | Coureuse                         | Pos                       |
| 71                        | Paulina Brzeźna-Bentkowska (POL) | 61e                       |
| 73                        | Emma Johansson (SWE)             | 10e                       |
| 75                        | Inge van den Broeck (BEL)        | 71e                       |
| 77                        | Chantal Blaak (NED)              | 77e                       |
| 79                        | Kirsten Wild (NED)               | 45e                       |

| Gauss RDZ Ormu GAU | Gauss RDZ Ormu GAU         | Gauss RDZ Ormu GAU |
| ------------------ | -------------------------- | ------------------ |
| Num                | Coureuse                   | Pos                |
| 81                 | Tania Belvederesi (ITA)    | 92e                |
| 83                 | Tatiana Guderzo (ITA)      | 105e               |
| 84                 | Silvia Parietti (ITA)      | 101e               |
| 85                 | Élodie Touffet (FRA)       | 29e                |
| 86                 | Grete Treier (EST) (route) | 27e                |
| 89                 | Eleonora Suelotto (ITA)    | AB                 |

| Vrienden van het Platteland VVP | Vrienden van het Platteland VVP | Vrienden van het Platteland VVP |
| ------------------------------- | ------------------------------- | ------------------------------- |
| Num                             | Coureuse                        | Pos                             |
| 91                              | Martine Bras (NED)              | 49e                             |
| 92                              | Liesbet De Vocht (BEL)          | 68e                             |
| 93                              | Nikki Butterfield (AUS)         | 8e                              |
| 94                              | Lorian Graham (AUS)             | 22e                             |
| 96                              | An Van Rie (BEL)                | 80e                             |
| 98                              | Ellen van Dijk (NED)            | AB                              |

| Vienne Futuroscope FUT | Vienne Futuroscope FUT       | Vienne Futuroscope FUT |
| ---------------------- | ---------------------------- | ---------------------- |
| Num                    | Coureuse                     | Pos                    |
| 101                    | Émilie Blanquefort (FRA)     | AB                     |
| 102                    | Karine Gautard-Roussel (FRA) | 85e                    |
| 103                    | Corine Hierckens (BEL)       | 75e                    |
| 104                    | Marina Jaunâtre (FRA)        | AB                     |
| 105                    | Nathalie Jeuland (FRA)       | AB                     |
| 109                    | Emmanuelle Merlot (FRA)      | AB                     |

| USC Chirio Forno d'Asolo USC | USC Chirio Forno d'Asolo USC | USC Chirio Forno d'Asolo USC |
| ---------------------------- | ---------------------------- | ---------------------------- |
| Num                          | Coureuse                     | Pos                          |
| 111                          | Alona Andruk (UKR)           | 81e                          |
| 112                          | Silvia Borile (ITA)          | AB                           |
| 113                          | Jolanta Polikevičiūtė (LTU)  | 6e                           |
| 114                          | Rasa Polikevičiūtė (LTU)     | 93e                          |
| 116                          | Edita Ungurytė (LTU)         | AB                           |
| 119                          | Urtė Juodvalkytė (LTU)       | AB                           |

| Team Specialized Designs for Women TSW | Team Specialized Designs for Women TSW | Team Specialized Designs for Women TSW |
| -------------------------------------- | -------------------------------------- | -------------------------------------- |
| Num                                    | Coureuse                               | Pos                                    |
| 121                                    | Sarah Grab (SUI)                       | 67e                                    |
| 122                                    | Mirjam Hauser-Senn (SUI)               | 43e                                    |
| 124                                    | Kristen Lasasso (USA)                  | 102e                                   |
| 125                                    | Emma Pooley (GBR)                      | 44e                                    |
| 126                                    | Larssyn Rüegg (USA)                    | AB                                     |
| 127                                    | Monika Furrer (SUI)                    | 89e                                    |

| Fenixs FEN | Fenixs FEN                   | Fenixs FEN |
| ---------- | ---------------------------- | ---------- |
| Num        | Coureuse                     | Pos        |
| 131        | Tatiana Antoshina (RUS)      | 83e        |
| 132        | Monia Baccaille (ITA)        | 18e        |
| 134        | Samantha Galassi (ITA)       | AB         |
| 136        | Nadejda Vlasova (RUS)        | AB         |
| 137        | Suzie Godart (LUX) (route)   | AB         |
| 138        | Siobhan Dervan (IRL) (route) | NP         |

| Webcor Builders ___ | Webcor Builders ___       | Webcor Builders ___ |
| ------------------- | ------------------------- | ------------------- |
| Num                 | Coureuse                  | Pos                 |
| 142                 | Gina Grain (CAN) (route)  | AB                  |
| 143                 | Rebecca Much (USA)        | 84e                 |
| 144                 | Christine Thorburn (USA)  | 30e                 |
| 145                 | Erinne Willock (CAN)      | 24e                 |
| 146                 | Alexandra Wrubleski (CAN) | 4e                  |

| Lotto-Belisol Ladiesteam LBL | Lotto-Belisol Ladiesteam LBL | Lotto-Belisol Ladiesteam LBL |
| ---------------------------- | ---------------------------- | ---------------------------- |
| Num                          | Coureuse                     | Pos                          |
| 151                          | Sara Carrigan (AUS)          | 65e                          |
| 152                          | Catherine Delfosse (BEL)     | 82e                          |
| 153                          | Sofie Goor (BEL)             | 23e                          |
| 155                          | Grace Verbeke (BEL)          | 50e                          |
| 157                          | Elise Depoorter (BEL)        | AB                           |
| 159                          | Emma Mackie (AUS)            | AB                           |

| Team Pro féminin Les Carroz TPF | Team Pro féminin Les Carroz TPF | Team Pro féminin Les Carroz TPF |
| ------------------------------- | ------------------------------- | ------------------------------- |
| Num                             | Coureuse                        | Pos                             |
| 162                             | Brei Gudsell (NZL)              | 94e                             |
| 164                             | Eugénie Mermillod (FRA)         | 70e                             |
| 165                             | Edwige Pitel (FRA) (route)      | 19e                             |
| 166                             | Fanny Riberot (FRA)             | 57e                             |
| 167                             | Carissa Wilkes (NZL)            | 62e                             |
| 169                             | Nathalie Tirard-Collet (FRA)    | AB                              |

| SC Michela Fanini Record Rox MIC | SC Michela Fanini Record Rox MIC | SC Michela Fanini Record Rox MIC |
| -------------------------------- | -------------------------------- | -------------------------------- |
| Num                              | Coureuse                         | Pos                              |
| 171                              | Yulia Blindyuk (RUS)             | AB                               |
| 172                              | Jennifer Fiori (ITA)             | AB                               |
| 176                              | Daiva Tušlaitė (LTU)             | 32e                              |
| 177                              | Veronica Alessio (ITA)           | AB                               |
| 178                              | Valentina Bastianelli (ITA)      | AB                               |
| 179                              | Laura Bozzolo (ITA)              | 90e                              |

| Team CMAX Dila DGC | Team CMAX Dila DGC        | Team CMAX Dila DGC |
| ------------------ | ------------------------- | ------------------ |
| Num                | Coureuse                  | Pos                |
| 182                | Alice Donadoni (ITA)      | HD                 |
| 183                | Marina Khodchenkova (RUS) | AB                 |
| 184                | Sara Mustonen (SWE)       | 7e                 |
| 186                | Marta Vilajosana (ESP)    | 98e                |
| 187                | Vera Carrara (ITA)        | 99e                |
| 188                | Alessia Massaccesi (ITA)  | AB                 |

| Bizkaia-Durango BPD | Bizkaia-Durango BPD         | Bizkaia-Durango BPD |
| ------------------- | --------------------------- | ------------------- |
| Num                 | Coureuse                    | Pos                 |
| 192                 | Mireia Epelde (ESP)         | AB                  |
| 193                 | Ana Garcia (ESP)            | 91e                 |
| 194                 | Catrine Josefsson (SWE)     | 95e                 |
| 195                 | Iosune Murillo Elkano (ESP) | 59e                 |
| 196                 | Dorleta Zorrilla (ESP)      | AB                  |
| 197                 | Eider Mendizabal (ESP)      | AB                  |

| Allemagne GER | Allemagne GER   | Allemagne GER |
| ------------- | --------------- | ------------- |
| Num           | Coureuse        | Pos           |
| 201           | Elke Gebhardt   | 51e           |
| 202           | Virginia Hennig | AB            |
| 203           | Romy Kasper     | 78e           |
| 204           | Jana Süss       | AB            |
| 205           | Corinna Thumm   | AB            |
| 208           | Lena Köckerling | AB            |

| Italie ITA | Italie ITA                | Italie ITA |
| ---------- | ------------------------- | ---------- |
| Num        | Coureuse                  | Pos        |
| 211        | Marta Bastianelli (route) | 9e         |
| 212        | Giorgia Bronzini          | 36e        |
| 214        | Alessandra D'Ettorre      | 56e        |
| 215        | Serena Danesi             | 86e        |
| 216        | Eleonora Patuzzo          | AB         |
| 217        | Marta Tagliaferro         | AB         |

| Pays-Bas NED | Pays-Bas NED       | Pays-Bas NED |
| ------------ | ------------------ | ------------ |
| Num          | Coureuse           | Pos          |
| 221          | Regina Bruins      | 55e          |
| 222          | Lianne Wagtho      | AB           |
| 225          | Sissy van Alebeek  | AB           |
| 228          | Monique van de Ree | AB           |

| États-Unis USA | États-Unis USA    | États-Unis USA |
| -------------- | ----------------- | -------------- |
| Num            | Coureuse          | Pos            |
| 231            | Katharine Carroll | 41e            |
| 232            | Lauren Franges    | 64e            |
| 233            | Carmen McNellis   | 63e            |
| 234            | Alison Powers     | 100e           |

| Australie AUS | Australie AUS    | Australie AUS |
| ------------- | ---------------- | ------------- |
| Num           | Coureuse         | Pos           |
| 241           | Belinda Goss     | AB            |
| 242           | Jocelyn Loane    | 73e           |
| 243           | Bridie O'Donnell | AB            |
| 244           | Carla Ryan       | 17e           |
| 245           | Amanda Spratt    | AB            |
| 246           | Vicki Whitelaw   | 21e           |

| Lituanie LTU | Lituanie LTU        | Lituanie LTU |
| ------------ | ------------------- | ------------ |
| Num          | Coureuse            | Pos          |
| 251          | Edita Janeliūnaitė  | AB           |
| 255          | Aušrinė Trebaitė    | AB           |
| 256          | Erika Vilūnaitė     | 28e          |
| 257          | Agne Bagdonaviciutė | AB           |

| France FRA | France FRA            | France FRA |
| ---------- | --------------------- | ---------- |
| Num        | Coureuse              | Pos        |
| 261        | Sophie Creux          | 33e        |
| 262        | Christel Pourias      | AB         |
| 264        | Magalie Finot-Laivier | 87e        |
| 265        | Nadia Triquet-Claude  | 40e        |
| 266        | Maryline Salvetat     | 16e        |
| 267        | Amélie Rivat          | 76e        |

| Autriche AUT | Autriche AUT               | Autriche AUT |
| ------------ | -------------------------- | ------------ |
| Num          | Coureuse                   | Pos          |
| 272          | Corinna Kreidl             | AB           |
| 274          | Daniela Pintarelli (route) | 74e          |
| 275          | Monika Schachl             | 72e          |
| 276          | Bernadette Schober         | AB           |
| 278          | Karin Pekovits             | AB           |

Source,. Il n'y a pas de garantie que les coureuses notées comme ayant abandonné aient effectivement pris le départ.